# Џорџ Филипс Бонд
Џорџ Филипс Бонд (енгл. George Phillips Bond; Бостон, 20. мај 1825 — 17. фебруар 1865) је био амерички астроном. Био је син Вилијама Кранча Бонда. Према неким изворима, за годину његовог рођења се наводи 1826. година.
Најпре се интересовао за природу и птице, али након смрти свог старијег брата, Вилијама Кранча Бонда Млађег, сматрао је обавезом да настави очевим корацима и изабере астрономију за своју каријеру. Наследио је оца на месту директора опсерваторије колеџа Харвард од 1859. године па све до своје смрти. Његов рођак је био Едвард Синглтон Холден, први директор опсерваторије Лик.
Бонд је први направио фотографију звезда 1850. године (Вега), као и фотографију бинарне звезде Мизар; такође је и предложио да фотографија може бити коришћена при мерењу магнитуде звезде. Током своје астрономске каријере открио је велики број звезда и прорачунао њихове орбите. Бавио се истраживањем Сатурна и маглине Орион. Заједно са својим оцем је открио Сатурнов месец, Хиперион (који је такође самостално открио Вилијам Ласел). Поред својих астрономских доприноса, Бонд је такође истраживао и Беле планине Њу Хемпшира.
Умро је од туберкулозе.

## Почасти
- Освојио је Златну медаљу Краљевског астрономског друштва 1865. године
- Планина Бонд, Западни Бонд и Бондклиф у оквиру Белих планина су именоване по њему.
- Кратер Џ. Бонд на Месецу је именован по њему, као и кратер Бонд на Марсу.
- Област на Хипериону је названа "Бонд-Ласел дорсум"
- Астероид 767 Бондија је назван по њему и његовом оцу.
- Бонд процеп у оквиру Сатурновог Ц прстена је назван по њему и његовом оцу.